# Gemeniana Branco
Gemeniana Martins Branco de Abreu e Lima (Viana do Castelo, 1 de novembro de 1887 — 1962) ou Geminiana Branco foi uma republicana e filantropa portuguesa, e principal impulsionadora do bordado de Viana do Castelo.

## Biografia
Gemeniana nasceu em Viana do Castelo em 1887, filha de Pedro Martins Branco, armador, numa família da alta burguesia da cidade. Em outubro de 1903, aos quinze anos, casou com António Morais Cerqueira Lima, então Presidente da Câmara de Viana do Castelo, e um dos fundadores do Sport Clube Vianense. Deste casamento nasceram dois filhos, António (1904-1983) e Margarida (1905-1988). Ficou viúva aos 19 anos, e casou de novo em 1912, aos 25 anos, com Rodrigo Luciano de Abreu Lima, alferes miliciano que viria a ser também Presidente da Câmara de Viana.

## Bordado de Viana do Castelo
Em 1916, Ana de Castro Osório visitou Viana do Castelo, e numa conferência promove a ideia de Indústrias Caseiras, que era o recurso a actividades domésticas tradicionalmente femininas, produzidas para serem comercializadas, por forma a atenuar as dificuldades das famílias durante o período da Primeira Guerra Mundial. Gemeniana Branco, que é secretária da subcomissão da Liga da Cruzada das Mulheres Portuguesas em Viana do Castelo, esteve presente na conferếncia e mostra a Osório os trabalhos artesanais das mulheres locais.

Em 1917, com apoio da Liga, criou juntamente com a irmã Margarida Branco Cerqueira (mais ligada à tecelagem), o atelier de ensino, produção e venda de bordados, e contratou inicialmente quatro trabalhadoras, mas rapidamente aumentou esse número para mais de vinte bordadeiras. Apresentou em Agosto, no Pavilhão nas festas da Senhora d'Agonia, uma exposição de lavores em que aparecem os primeiros exemplares do bordado de Viana. O bordado surge assim de uma iniciativa solidária e emancipatória de remuneração para mulheres. Notícias sobre a exposição são publicadas no jornal Aurora do Lima e mais tarde na revista Lusa, um artigo de Osório:
Quando há dois anos tivemos o prazer de, pela primeira vez, visitar Viana, no cumprimento da nossa missão de colher elementos sobre as indústrias artísticas regionais femininas, procuramos a Senhora D. Gemeniana Branco, que nos deu a indicações preciosas sobre as indústrias de tecidos e bordados regionais, mostrando-nos o trabalho originalíssimo da aplicação dos bordados feitos pelas mulheres das aldeias circunvizinhas, em toalhas ricas de linho e outras peças de uso caseiro.
Em 1918 expôs mais trabalhos no Sport Clube Vianense, o que contribuiu para o estabelecimento e estabilização desta forma de artesanato. Em 1924 recebeu a medalha de ouro pelos bordados em linho a cores na Exposição de Braga, e medalha de ouro em Barcelona e prata em Sevilha em 1929.

## Homenagens
Existe em Viana do Castelo uma rua com o nome Gemeniana Branco.